# Aleksandra Pasynkova
Aleksandra Arkad'evna Pasynkova (in russo Александра Аркадьевна Пасынкова?; Ekaterinburg, 14 aprile 1987) è una pallavolista russa.
Gioca nel ruolo di schiacciatrice nella Dinamo-Kazan.

## Palmarès

### Club
- Campionato russo: 2

2003-04, 2004-05
- Coppa di Russia: 2

2014, 2015
- Coppa CEV: 2

2014-15, 2015-16

### Nazionale (competizioni minori)
- Montreux Volley Masters 2013